# Alice Through the Looking Glass (filme)
Alice Through the Looking Glass (bra: Alice Através do Espelho; prt: Alice do Outro Lado do Espelho) é um filme estadunidense lançado em 2016, dirigido por James Bobin e roterizado por Linda Woolverton. É a continuação de Alice in Wonderland, de 2010, cujo realizador, Tim Burton, retorna como produtor. O filme é uma adaptação do romance homônimo de Lewis Carroll, Through the Looking-Glass. A maior parte do elenco original retorna, incluindo Mia Wasikowska, Johnny Depp, Helena Bonham Carter e Anne Hathaway, além das vozes de Stephen Fry, Michael Sheen, e, em um de seus últimos filmes antes de falecer em janeiro de 2016, Alan Rickman, sendo homenageado no final do filme. Novos atores incluem Sacha Baron Cohen, Rhys Ifans e Toby Jones. O filme estreou dia 25 de maio de 2016 em Portugal, dia 26 de maio de 2016 no Brasil e dia 27 de maio de 2016 nos Estados Unidos. Recebeu críticas geralmente negativas e arrecadou mais de 299 milhões de dólares internacionalmente.

## Enredo
Alice Kingsleigh passou os  últimos três anos seguindo os passos de seu pai navegando os mares altos. Após o regresso a Londres de uma viagem à China, descobre que seu ex-noivo, Hamish Ascot, assumiu a  empresa de seu pai e planeja ter o navio do pai de Alice em troca de sua casa da família. Depois de uma briga com a mãe sobre o assunto, Alice segue uma borboleta, Absolem, e retorna ao país das maravilhas através de um espelho que faz com que ela caia do céu em Underland. Alice é saudada pela Rainha Branca, o Coelho Branco, os Tweedles, a Dormouse,  Bayard e o gato de Cheshire. Eles lhe informam que o Chapeleiro Maluco, Tarrant Hightopp está agindo mais louco do que o natural. Ele acredita que sua família ainda está viva. Alice visita-o e tenta consolá-lo, mas o Chapeleiro Maluco permanece com certeza da sobrevivência de sua família do ataque no dia de Jabberwocky.
Acreditando que encontrar a  família do Chapeleiro é a única maneira de melhorar a sua saúde, a Rainha Branca decide que Alice deve viajar no Tempo, e salvar a família do Chapeleiro no passado. Em tese, isso é algo que ninguém de Underland pode fazer, pois é dito que a história será destruída se alguém vê o seu passado/futuro. Contudo  Alice não tem nenhum passado em Underland que possa ver acidentalmente. Ao  visitar o castelo de Tempo, Alice encontra a Crono-esfera, um  objeto que alimenta o grande relógio de todo o tempo de Underland e é usado para viajar no tempo.
Após ser informada pelo tempo que não se pode alterar o passado, Alice rouba a Crono-esfera e viaja de volta no tempo, pouco depois de encontrar a Rainha Vermelha exilada, Iracebeth de Carmesim, que está sob os cuidados do Tempo. A Rainha Vermelha tenta seduzir o Tempo para usar a Crono-esfera, que está com Alice, que, por sua vez, tenta voltar para o dia do ataque do Jaguadarte. Alice é pega pelo tempo e, acidentalmente, voa para o dia da coroação de Iracebeth. Na coroação, um Tarrant mais jovem começa uma paródia da Rainha Vermelha, quando a coroa real não se encaixa em sua cabeça anormal. Isso faz com que Iracebeth fique furiosa , e seu pai considera seu inadequado comportamento para governar, e passa o título de rainha para sua irmã mais nova Mirana, a Rainha Branca. Tarrant é então repreendido por seu pai por ter rido da rainha, e fica magoado quando o pai diz que ele é uma decepção. Alice descobre o dia da briga entre Iracebeth e Mirana e viaja de volta no tempo novamente, esperando poder mudar o destino de Iracebeth e impedir o Jaguadarte de matar a família do Chapeleiro. A menina viaja pro dia do tombo e encontra versões mais jovens de Tarrant e de seus outros amigos do País das Maravilhas. Enquanto isso, Mirana rouba a torta de sua mãe e a come, deixando as migalhas debaixo da cama de Iracebeth. Quando mencionado sobre a questão de sua mãe, Mirana diz que não comeu a torta, e Iracebeth é injustamente acusada, fazendo-a correr para fora do castelo em tristeza. Alice vê ela correndo na direção de um relógio, o que deforma a sua cabeça e personalidade. Alice impede o relógio de acertar a cabeça de Iracebeth, mas não consegue e ela bate a cabeça numa estátua.
Alice é então confrontada por Tempo enfraquecido, pedindo para que devolva a Crono-esfera. Ela entra num espelho próximo e volta ao mundo real, onde acorda em um hospital psiquiátrico, com diagnóstico de histeria feminina. Com a ajuda de sua mãe, Alice escapa e retorna para o País das Maravilhas, onde viaja para o ataque do Jaguadarte e descobre que a família do Chapeleiro nunca morreu, mas foi capturada por Iracebeth. Voltando ao presente, Alice descobre que é tarde demais, e que o Chapeleiro está à beira da morte. Depois de chorar, Alice diz que acredita nele, fazendo com que Tarrant desperte e retome o seu estado normal. O Chapeleiro, Alice e os outros vão para o castelo da Rainha Vermelha, nos arredores do País das Maravilhas, onde acreditam que a família de Tarrant está. O Chapeleiro encontra a sua família encolhida e presa em uma fazenda de formigas. Preparada pela chegada deles, após ter sido informada pelo Tempo, Iracebeth os prende e rouba a Crono-esfera de Alice. Ela e Mirana voltam para o dia em que Mirana mentiu sobre a torta. Tempo avisa a Alice que ela precisa impedir Iracebeth de alterar o passado e destruir o País das Maravilhas. No momento que Tarrant e Alice chegam, Iracebeth e seu próprio passado se veem, quando Iracebeth tenta impedir Mirana de mentir. Isso cria um paradoxo Temporal e o País das Maravilhas começa a enferrujar. Usando o Crono-esfera, Alice e o Chapeleiro correm de volta ao presente, em que Alice agora é capaz de colocar a  Crono-esfera de volta em seu devido lugar. Com a Crono-esfera estabilizada, o País das Maravilhas volta ao normal. O Chapeleiro se reúne com sua família e os retorna ao tamanho normal. Mirana pede desculpas a Iracebeth por ter mentido e as duas fazem as pazes. Alice se despede dos seus amigos e retorna para o mundo real, onde sua mãe se recusa a vender o navio de Alice para Hamish, e as duas viajam pelo mundo com a sua própria companhia.

## Elenco
| Personagens                | Original             | Brasil             | Portugal        |
| -------------------------- | -------------------- | ------------------ | --------------- |
| Alice                      | Mia Wasikowska       | Ana Lúcia Menezes  |                 |
| Tempo                      | Sacha Baron Cohen    | Guilherme Briggs   |                 |
| Chapeleiro Maluco          | Johnny Depp          | Jorge Lucas        | Tobias Monteiro |
| Iracebeth                  | Helena Bonham Carter | Andrea Murucci     | Leonor Alcácer  |
| Mirana                     | Anne Hathaway        | Mabel Cezar        |                 |
| Tweedle Dee ou Tweedle Dum | Matt Lucas           | José Leonardo      |                 |
| Lebre de Março             | Paul Whitehouse      | Alexandre Moreno   |                 |
| Coelho Branco              | Michael Sheen        | Reginaldo Primo    |                 |
| Mallymkum                  | Barbara Windsor      | Nair Amorim        |                 |
| Bayard                     | Timothy Spall        | Júlio Chaves       |                 |
| Zanik                      | Rhys Ifans           | Élcio Romar        |                 |
| Helen                      | Lindsay Duncan       | Marize Motta       |                 |
| Wilkins                    | Matt Vogel           | Manolo Rey         |                 |
| Absolem                    | Alan Rickman         | Jorge Vasconcelos  |                 |
| Gato de Cheshire           | Stephen Fry          | Mauro Ramos        |                 |
| Humpty-Dumpty              | Wally Wingert        | Yuri Calandrino    |                 |
| Hamish Ascot               | Leo Bill             | Philippe Maia      |                 |
| Lady Ascot                 | Geraldine James      | Isabela Quadros    |                 |
| Rainha Elsemere            | Hattie Morahan       | Izabel Lira        |                 |
| Rei Oleron                 | Richard Armitage     | Mauro Horta        |                 |
| Alexandra                  | Joanna Bobin         | Jullie             |                 |
| Tyva                       | Simone Kirby         | Angélica Borges    |                 |
| James                      | Ed Speleers          | Christiano Torreão |                 |
| Imediato                   | por anunciar         | Márcio Dondi       |                 |

 Versão portuguesa
- Direcção de dobragem: Carlos Freixo[7]
- Vozes adicionais: Carla Garcia, Filipe Duarte e Luísa Salgueiro[7]

## Produção
Em 7 de dezembro de 2012, a Variety anunciou o desenvolvimento de uma sequência de Alice no País das Maravilhas, com Linda Woolverton retornando para escrever um roteiro. Em 31 de maio de 2013, James Bobin começou as negociações para dirigir a sequência sob o título de trabalho Alice in Wonderland: Into the Looking Glass. Em julho de 2013, foi anunciado que Johnny Depp voltaria a estrelar o Chapeleiro Maluco. Em novembro de 2013, foi confirmado que Mia Wasikowska iria reprisar seu papel como Alice. Em 22 de novembro de 2013, foi anunciado que a sequência seria lançado em 27 de maio de 2016 e que Bobin iria dirigir o filme. Em 21 de janeiro de 2014, o filme foi renomeado para Alice in Wonderland: Through the Looking Glass. Em 21 de janeiro de 2014, Sacha Baron Cohen se juntou ao elenco para interpretar o vilão, Tempo (em inglês, Time). Em março de 2014, foi confirmado que Helena Bonham Carter voltaria como a Rainha Vermelha. Em maio de 2014, Rhys Ifans se juntou o elenco para estrelar Zanik Hightopp, pai do Chapeleiro Maluco.
A cinematografia principal começou em 4 de agosto de 2014, na Shepperton Studios. Em agosto de 2014 as filmagens ocorreram em Gloucester Docks, que incluíram a utilização de pelo menos quatro navios históricos: Kathleen and May, Irene, Excelsior e Earl of Pembroke, o último dos quais foi rebatizado de "The Wonder" para as filmagens. A cinematografia principal foi encerrada em 31 de outubro de 2014.

## Crítica
[carece de fontes?] Alice Through the Looking Glass teve uma recepção geralmente desfavorável por parte da crítica especializada. No Rotten Tomatoes o filme tem uma classificação de 29%, com base em 191 comentários, com uma classificação média de 4,5 / 10. No consenso crítico do site diz, "Alice Through the Looking Glass é tão visualmente impressionante como o seu antecessor, mas isso não é suficiente para cobrir uma sub irresistível história que não consegue viver de acordo com seus personagens clássicos." No Metacritic o filme tem uma pontuação de 37 em 100, baseado em 18 críticos, indicando "revisões geralmente desfavoráveis". O site Brasillywood do portal Ferreguion, disse que o que salvou o filme foram os efeitos especiais, e que o mesmo deixou o roteiro considerado "pobre" ainda mais vergonhoso. O filme acabou recebendo nota 5 de 10 do Brasillywood.